# Saint-Pierre-des-Corps
Saint-Pierre-des-Corps est une commune française située dans le département d'Indre-et-Loire dans la région du Centre-Val de Loire, à l'Est de Tours dont elle est limitrophe.
Banlieue de Tours, elle est depuis le XIXe siècle un important nœud de communication grâce à la gare de Saint-Pierre-des-Corps ; sa gare est desservie par les TGV allant de Paris vers Tours, Poitiers, La Rochelle, Bordeaux et Toulouse, mais aussi vers Lille, Lyon ou Strasbourg.

## Géographie

Représentations cartographiques de la commune
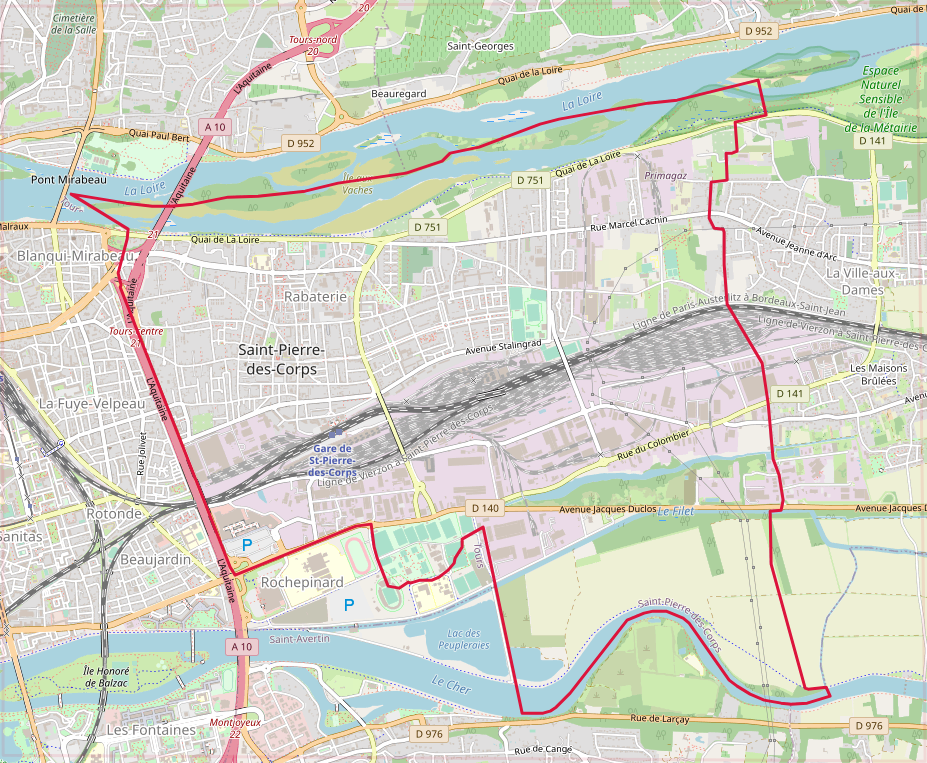
Carte OpenStreetMap.
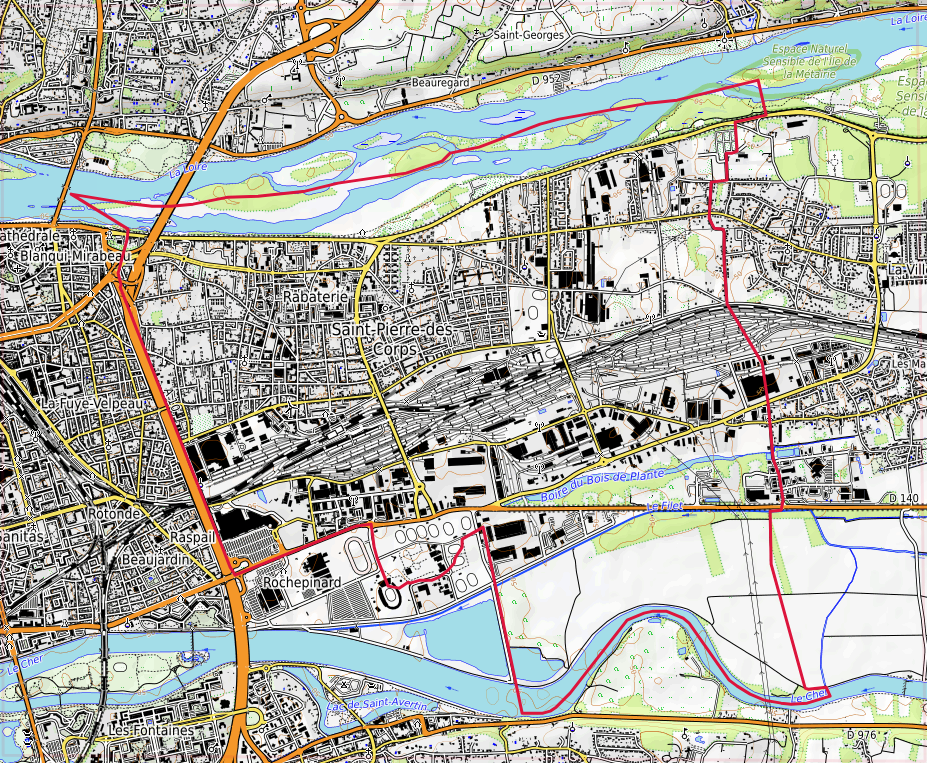
Carte topographique.

### Localisation et communes limitrophes
La commune de Saint-Pierre-des-Corps est située dans le département d'Indre-et-Loire, à l’Est de la ville de Tours, entre le Cher au Sud et la Loire au Nord. Ancienne paroisse de Tours, Saint-Pierre-des-Corps devient une commune à part entière en 1794.
La commune fait partie de l'unité urbaine, de l'aire urbaine, du bassin d'emploi et du bassin de vie de Tours.

### Géologie et relief
L'intégralité du territoire communal de Saint-Pierre-des-Corps est recouvert d'alluvions récentes déposées par la Loire et le Cher (Fz). Ces alluvions recouvrent les strates calcaires du Turonien (C3), lesquelles se superposent aux sables du Cénomanien (C1-2).
Aucune partie du territoire communal situé entre Loire et Cher ne dépasse l'altitude de 50 m. Le point culminant de la commune (51 m) se trouve dans l'île des Buteaux sur la Loire.

### Hydrographie

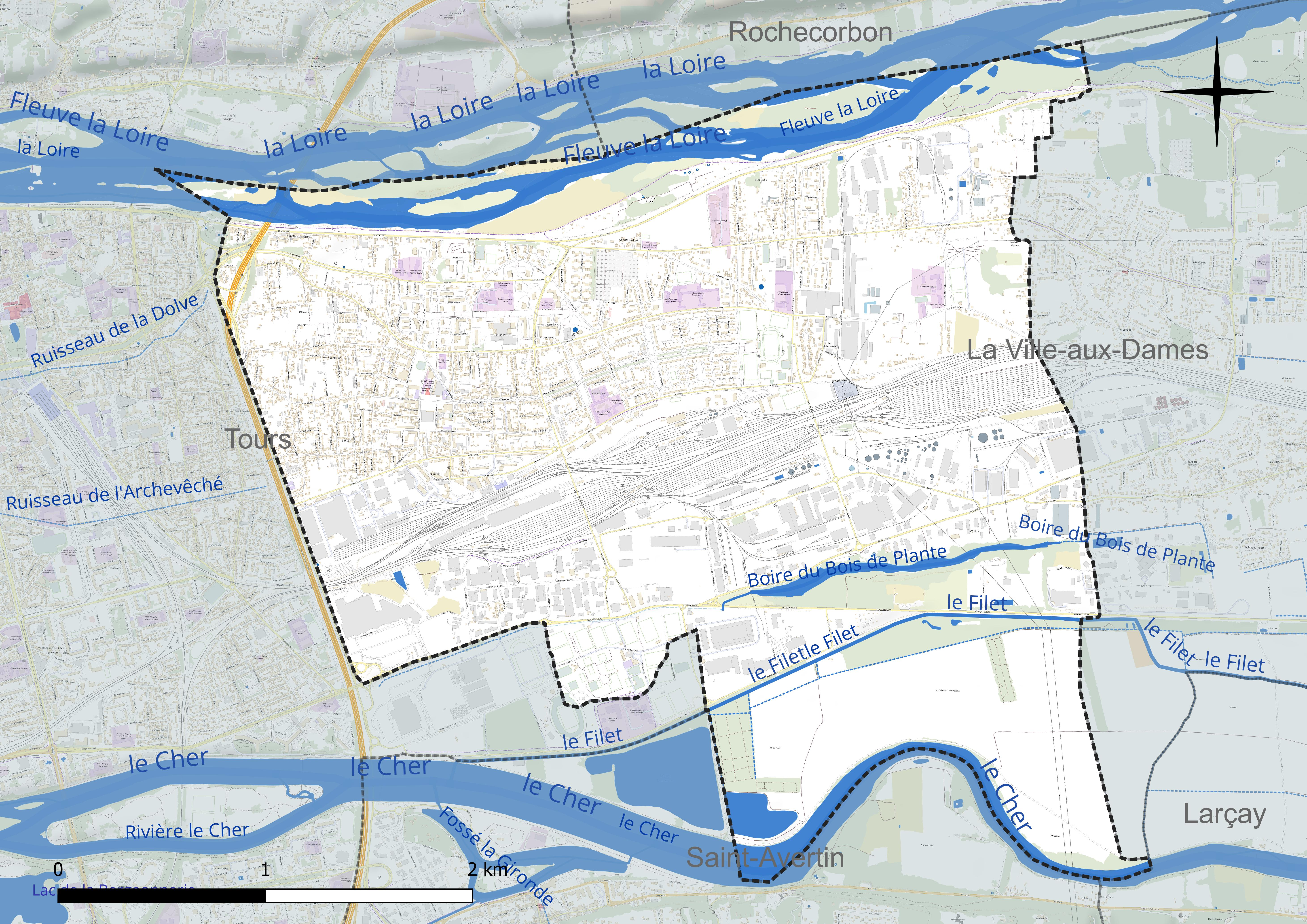
Réseau hydrographique de Saint-Pierre-des-Corps.

La physionomie du territoire communal est façonnée par le réseau hydrographique : au Nord, la Loire, et, au Sud, le Cher (0,751 km), coulant tous deux d’Est en Ouest, constituent les limites séparatives de la commune. Le réseau hydrographique communal, d'une longueur totale de 9,57 km, comprend deux autres cours d'eau notables, le Filet (1,909 km), et la boire du Bois de Plante (1,795 km). Des petits ruisseaux, comme le ruisseau de l'Archevêque qui prend sa source à La Ville aux Dames et traverse Tours, ont été busés ou ont disparu à l'occasion d'opérations d'urbanisme.
Le cours de la Loire s’insère dans une large vallée qu’elle a façonnée peu à peu depuis des milliers d’années. Elle traverse d'Est en Ouest le département d'Indre-et-Loire depuis Mosnes jusqu'à Candes-Saint-Martin, avec un cours large et lent. La Loire présente des fluctuations saisonnières de débit assez marquées : fleuve violent lorsqu’il est en crue, fleuve de sable à l’étiage.
Le Cher, d'une longueur totale de 365,5 km, prend sa source à 714 mètres d'altitude à Mérinchal, dans la Creuse et se jette  dans la Loire à Villandry, à 40 m d'altitude, après avoir traversé 117 communes. Le régime hydraulique est marqué par des étiages sévères et, comme pour la Loire, des risques de crues fréquents.
Le Filet, d'une longueur totale de 19,6 km, prend sa source dans la commune de Dierre et se jette  dans le Cher à Tours, après avoir traversé 10 communes, dont Saint-Pierre-des-Corps dans sa partie Sud.
La Loire, le Cher  et le Filet sont classés dans la liste 1 au titre de l'article L. 214-17 du code de l'environnement sur le Bassin Loire-Bretagne, et, sur le plan piscicole, en deuxième catégorie piscicole. Le groupe biologique dominant est constitué essentiellement de poissons blancs (cyprinidés) et de carnassiers (brochet, sandre et perche).
Deux zones humides ont été répertoriées sur la commune par la direction départementale des territoires (DDT) et le conseil départemental d'Indre-et-Loire : « la boire du Bois de Plante » et « la vallée de la Loire de Mosnes à Candes-Saint-Martin »,.

### Climat
Pour des articles plus généraux, voir Climat du Centre-Val de Loire et Climat d'Indre-et-Loire.
En 2010, le climat de la commune est de type climat océanique dégradé des plaines du Centre et du Nord, selon une étude du CNRS s'appuyant sur une série de données couvrant la période 1971-2000. En 2020, Météo-France publie une typologie des climats de la France métropolitaine dans laquelle la commune est exposée à un climat océanique altéré et est dans la région climatique  Moyenne vallée de la Loire, caractérisée par une bonne insolation (1 850 h/an) et un été peu pluvieux. 
Pour la période 1971-2000, la température annuelle moyenne est de 11,5 °C, avec une amplitude thermique annuelle de 15,2 °C. Le cumul annuel moyen de précipitations est de 678 mm, avec 11,6 jours de précipitations en janvier et 6,9 jours en juillet. Pour la période 1991-2020, la température moyenne annuelle observée sur la station météorologique de Météo-France la plus proche, « Tours - Parcay-Meslay », sur la commune de Parçay-Meslay à 6 km à vol d'oiseau, est de 12,2 °C et le cumul annuel moyen de précipitations est de 677,8 mm,. Pour l'avenir, les paramètres climatiques de la commune estimés pour 2050 selon différents scénarios d'émission de gaz à effet de serre sont consultables sur un site dédié publié par Météo-France en novembre 2022.
| Mois                                  | jan.             | fév.             | mars           | avril           | mai             | juin           | jui.           | août           | sep.           | oct.            | nov.            | déc.             | année      |
| ------------------------------------- | ---------------- | ---------------- | -------------- | --------------- | --------------- | -------------- | -------------- | -------------- | -------------- | --------------- | --------------- | ---------------- | ---------- |
| Température minimale moyenne (°C)     | 2,5              | 2,3              | 4,3            | 6               | 9,4             | 12,6           | 14,4           | 14,3           | 11,4           | 9               | 5,3             | 2,9              | 7,9        |
| Température moyenne (°C)              | 5,1              | 5,6              | 8,6            | 11              | 14,5            | 18             | 20,2           | 20,2           | 16,8           | 13              | 8,3             | 5,5              | 12,2       |
| Température maximale moyenne (°C)     | 7,7              | 9                | 12,9           | 16              | 19,6            | 23,4           | 25,9           | 26             | 22,1           | 17              | 11,4            | 8,1              | 16,6       |
| Record de froid (°C) date du record   | −17,4 17.01.1987 | −14,2 04.02.1963 | −10,3 01.03.05 | −3,4 21.04.1991 | −0,6 08.05.1974 | 2,6 05.06.1969 | 4,3 05.07.1965 | 4,8 30.08.1986 | 0,9 11.09.1972 | −2,3 29.10.1997 | −7,1 24.11.1998 | −18,5 29.12.1964 | −18,5 1964 |
| Record de chaleur (°C) date du record | 16,9 15.01.1975  | 22,1 27.02.19    | 25,3 31.03.21  | 29,2 30.04.05   | 31,8 27.05.05   | 39,1 18.06.22  | 40,8 25.07.19  | 39,8 10.08.03  | 35,5 09.09.23  | 31,1 02.10.23   | 22,3 07.11.15   | 18,5 07.12.00    | 40,8 2019  |
| Ensoleillement (h)                    | 684              | 952              | 1 488          | 1 873           | 2 142           | 2 285          | 2 471          | 2 377          | 1 913          | 1 229           | 789             | 646              | 18 848     |
| Précipitations (mm)                   | 63               | 52,4             | 48,7           | 53              | 57,7            | 53,2           | 46,6           | 44             | 51,8           | 66              | 69,3            | 72,1             | 677,8      |

### Paysages naturels et biodiversité
- Site Natura 2000 de la Loire de Candes Saint Martin à Mosnes
- ZNIEFF des îlots et grèves à Sternes de l'agglomération tourangelle ;
- ZNIEFF de la Loire tourangelle.

## Urbanisme

### Typologie
Au 1er janvier 2024, Saint-Pierre-des-Corps est catégorisée grand centre urbain, selon la nouvelle grille communale de densité à sept niveaux définie par l'Insee en 2022.
Elle appartient à l'unité urbaine de Tours, une agglomération intra-départementale regroupant 38  communes, dont elle est une commune de la banlieue,,. Par ailleurs la commune fait partie de l'aire d'attraction de Tours, dont elle est une commune du pôle principal,. Cette aire, qui regroupe 162 communes, est catégorisée dans les aires de 200 000 à moins de 700 000 habitants,.

### Occupation des sols

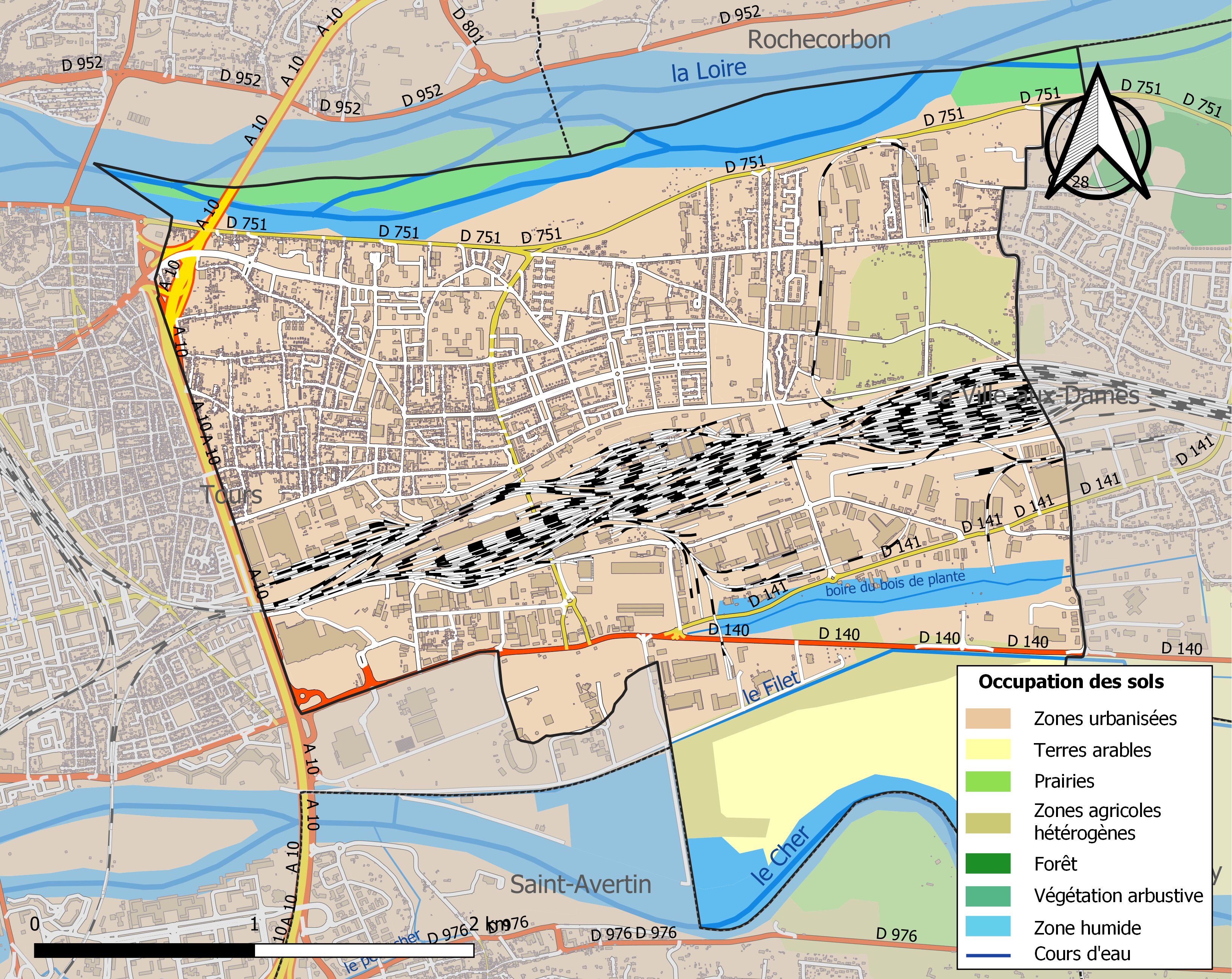
Carte des infrastructures et de l'occupation des sols de la commune en 2018 (CLC).

L'occupation des sols de la commune, telle qu'elle ressort de la base de données européenne d’occupation biophysique des sols Corine Land Cover (CLC), est marquée par l'importance des territoires artificialisés (70,3 % en 2018), en augmentation par rapport à 1990 (69,4 %). La répartition détaillée en 2018 est la suivante : 
zones industrielles ou commerciales et réseaux de communication (40,6 %), zones urbanisées (27,7 %), eaux continentales (10,6 %), terres arables (8,8 %), zones agricoles hétérogènes (7,7 %), milieux à végétation arbustive et/ou herbacée (2,5 %), espaces verts artificialisés, non agricoles (2,1 %). L'évolution de l’occupation des sols de la commune et de ses infrastructures peut être observée sur les différentes représentations cartographiques du territoire : la carte de Cassini (XVIIIe siècle), la carte d'état-major (1820-1866) et les cartes ou photos aériennes de l'IGN pour la période actuelle (1950 à aujourd'hui).

### Voies de communication et transports

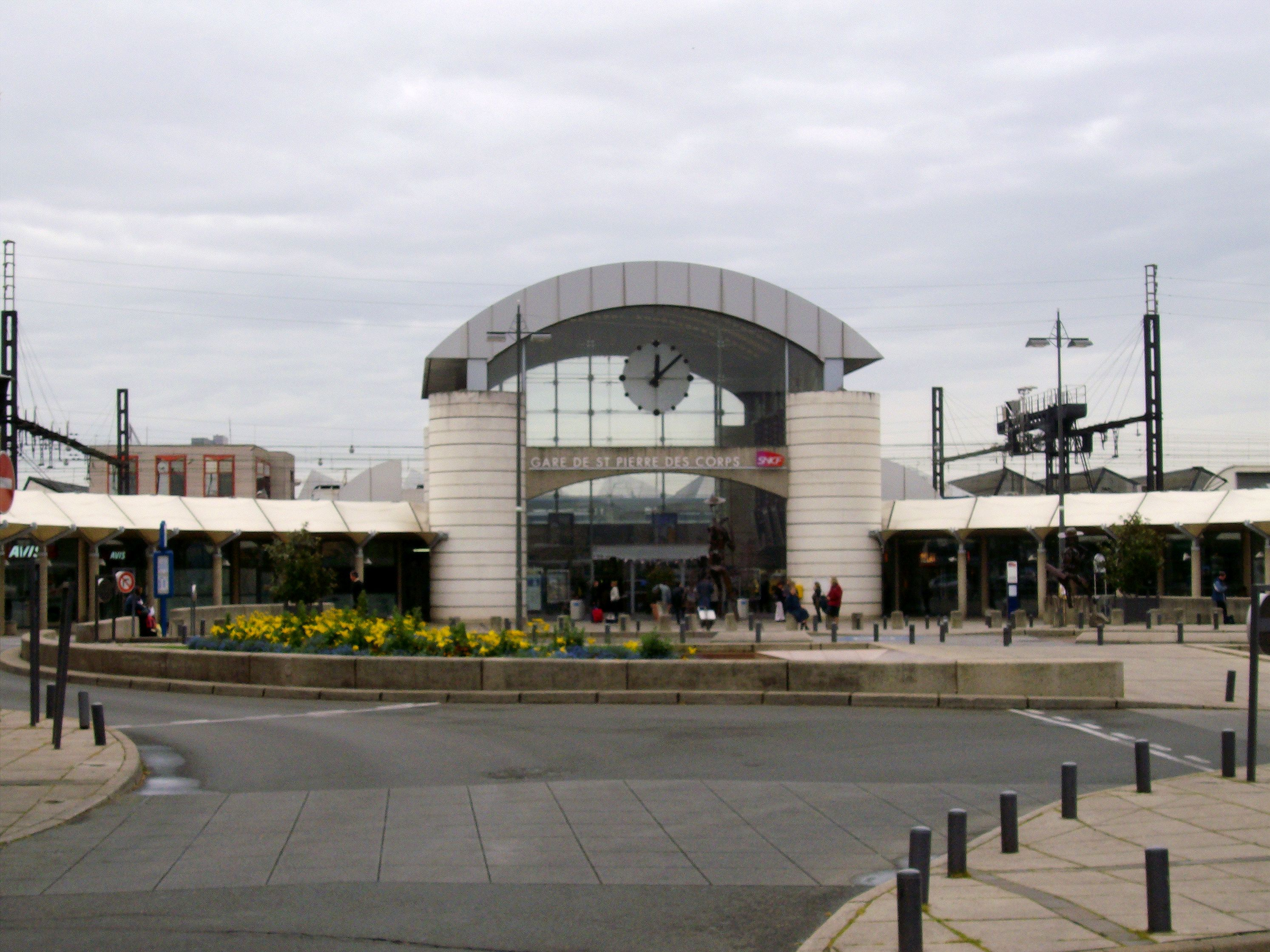
La gare SNCF.

La commune de Saint-Pierre-des-Corps est desservie par les lignes d'autobus 50, 5, 11, 16 et 101 du service FilBleu, qui dessert toute l'agglomération tourangelle.

### Risques naturels et technologiques
La commune de Saint-Pierre-des-Corps est vulnérable à différents aléas naturels : inondations (par débordement de la Loire ou du Cher), climatiques (hiver exceptionnel ou canicule), mouvements de terrain ou sismique (sismicité faible). Elle est également exposée à deux risques technologiques : le risque industriel et le transport de matières dangereuses.
Entre 1999 et 2019, deux arrêtés ministériels portant ou ayant porté reconnaissance de catastrophe naturelle ont été pris pour le territoire de la commune de Saint-Pierre-des-Corps, pour des inondations et coulées de boue intervenues en 1993 et 1999.

#### Risques naturels

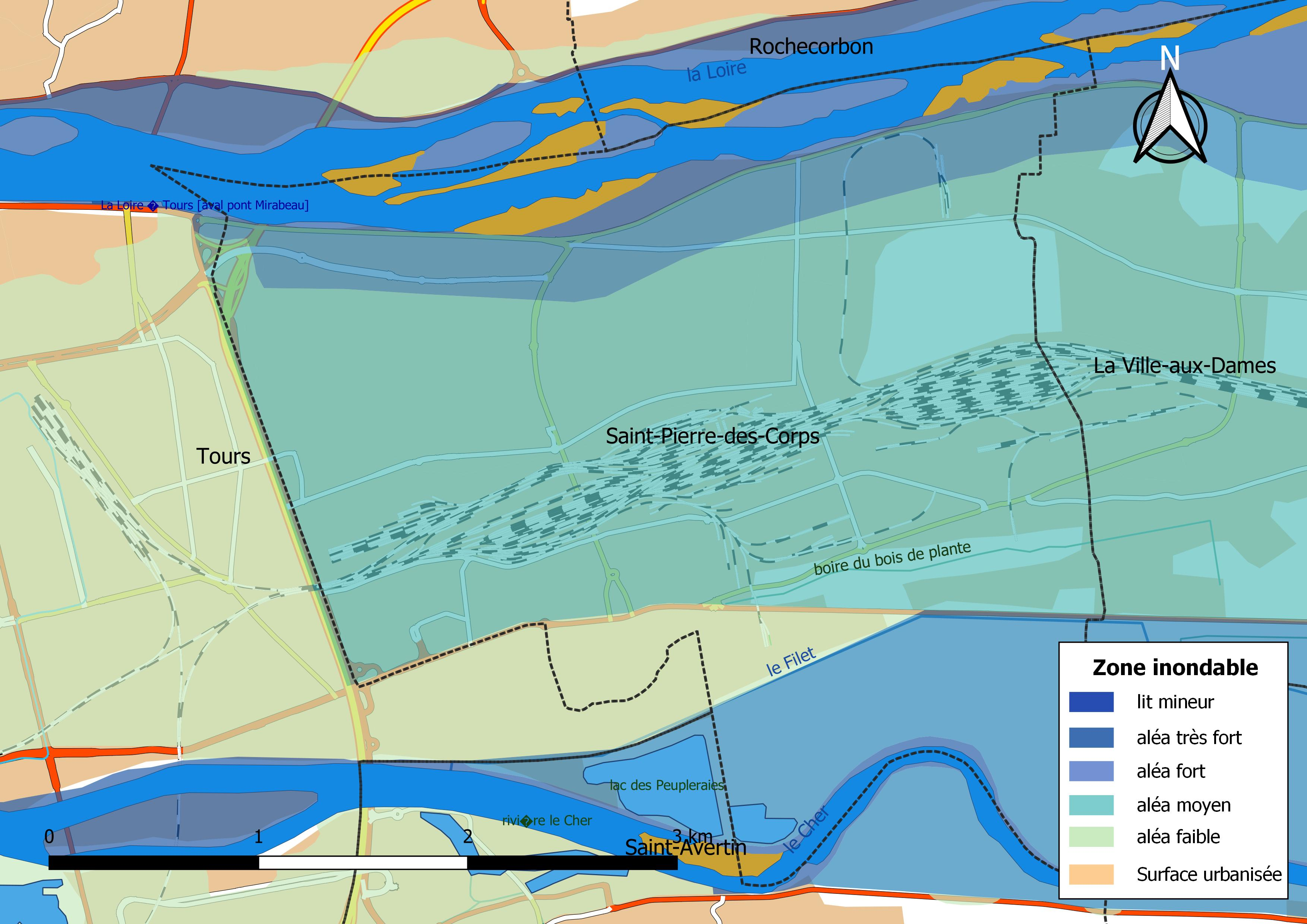
La commune de Saint-Pierre-des-Corps est entièrement inondable.

La commune se singularise par le caractère entièrement inondable de son territoire, ce qui fait de la commune la deuxième la plus exposée en termes de population, après Tours, de la zone du PPRI Val de Tours-Val de Luynes. La zone commerciale des Atlantes et la zone des Grands Mortiers sont de fait également en zone inondable. La Loire et le Cher sont à l'origine des dégâts les plus importants sur la commune en cas de crue majeure. La commune a particulièrement été affectée par les trois grandes crues de la Loire de 1846, 1856 et 1866, mais de nombreuses autres crues de hauteur supérieure à 5,00 m ont été recensées. Les fortes crues du Cher se produisent le plus souvent en hiver (janvier 1910, février 1940, janvier et décembre 1982) mais aussi en pleine période de végétation (juin 1856 : débit estimé à 1725 m3/s, mai 1940, mai 2001).
L'évaluation préliminaire des risques d'inondation (EPRI) réalisée en 2011 sur le district Loire-Bretagne, a permis de déterminer les enveloppes approchées des inondations potentielles (EAIP) et de définir des territoires à risques important d'inondation (TRI) : 122 au niveau national, 22 dans le district Loire-Bretagne, un dans l’Indre-et-Loire, le TRI de Tours. Celui-ci compte 18 communes du périmètre de Tours Métropole Val de Loire, dont Saint-Pierre-des-Corps, et de la communauté de communes Touraine Est-Vallées. Une stratégie locale de gestion du risque inondation du TRI de Tours a été adoptée par le conseil métropolitain en 2017. Le risque d'inondation est pris en compte dans l'aménagement du territoire de la commune par le biais du Plan de prévention du risque inondation (PPRI) Val de Tours- Val de Luynes, approuvé en 2001 puis révisé en 2016. L'ensemble des prescriptions définies dans le PPRI s'impose au plan local d'urbanisme de la commune.
Depuis le 22 octobre 2010, la France dispose d’un nouveau zonage sismique divisant le territoire national en cinq zones de sismicité croissante. La commune est concernée par un risque faible.

#### Risques technologiques
Dans le domaine des risques technologiques, la commune est concernée par plusieurs établissements classés "site SEVESO seuil haut" de par leurs activités : la Compagnie des Gaz de Pétrole Primagaz (CGPP) , la Compagnie Commerciale de Manutention Pétrolière (CCMP) et le Groupement Pétrolier de Saint-Pierre-des-Corps (GPSPC).  Ces établissements font l’objet de l’élaboration d’un même et seul Plan de Prévention des Risques Technologiques approuvé par arrêté préfectoral du 20 octobre 2017. Elle est également concernée par le transport de matières dangereuses ou radioactives, en raison du passage sur la commune ou aux abords d'itinéraires structurants supportant un fort trafic (autoroutes A 10, A 28 et A 85 ou routes nationales 10, 76, 138, 143, 152) ou susceptibles de transporter des matières radioactives alimentant  le centre nucléaire de production d’électricité à Avoine.

## Toponymie
Dès l'Antiquité, il existe à l'est de la ville de Caesarodunum (Tours), une nécropole à incinération. C'est sur son emplacement qu'est construite une église au IXe siècle ; une paroisse, Saint-Pierre-des-Corps, faubourg de la ville de Tours, est créée. Elle devient ensuite une commune. Un cimetière est probablement associé à cette église, dédiée à saint Pierre, d'où le déterminant « des Corps ». À la Révolution française, le 19 janvier 1794, la commune prend temporairement le nom de « La Clarté-Républicaine ». Après le sacre de Napoléon Ier, elle retrouve son ancien nom ,.

## Histoire

### De la Préhistoire à l'Antiquité
Un peuplement ancien (âge du bronze) a été mis en évidence par les archéologues et, à l’époque gallo-romaine, c’est sur les limites actuelles de la commune que les Romains venaient brûler leurs morts.

### Moyen Âge et époque moderne
Dès le Moyen Âge, le maraîchage se développe dans cette terre arable et limoneuse qui bénéficie d’un climat relativement doux et dont les sols ont été enrichis par le limon fertile de la Loire et du Cher. Le maraîchage a joué un rôle important dans la commune jusqu’au XXe siècle.
En prévision des États généraux de 1789, Me Guépin – curé de St Pierre des Corps – est élu député du clergé.

### Époque contemporaine
Au cours de la Révolution française, la commune porta provisoirement le nom de La Clarté-Républicaine.
Au début du XIXe siècle, le percement du canal de Berry (1824) vient stimuler l’activité économique de la commune, mais c’est plus encore l’arrivée du chemin de fer que Tours refuse par crainte du danger, qui permet l’industrialisation de Saint-Pierre. La commune abrite aujourd'hui une importante gare de triage, un Technicentre de maintenance du matériel roulant et la gare TGV depuis 1990.

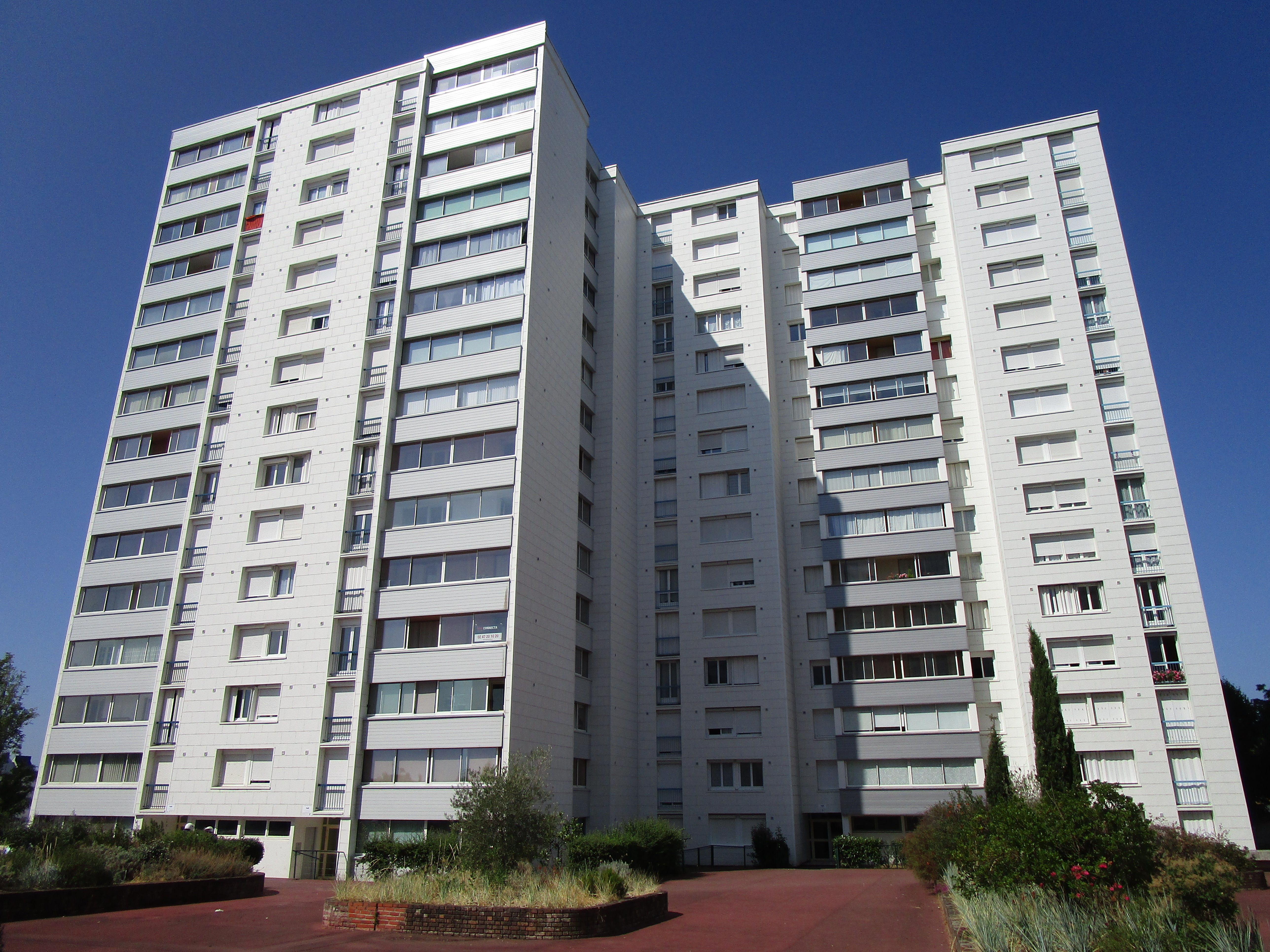
Le quartier de La Rabaterie.

La ville a payé un lourd tribut à la Seconde Guerre mondiale : les bombardements alliés de 1944, et notamment celui de la soirée du 11 avril, détruisent la commune à 85 % et font 40 victimes parmi la population. La commune est décorée de la croix de guerre 1939-1945 le 14 novembre 1948, distinction également attribuée à trois autres communes de l'Indre-et-Loire.
Les années d’après-guerre sont caractérisées par une nette reprise de l’activité industrielle (création de plusieurs zones d’activités économiques : Yvaudières, Grands Mortiers, etc.). Aujourd’hui encore, près de la moitié de la surface de la ville est dévolue à l’activité économique, avec une importante population ouvrière.
Durant les Trente Glorieuses, la ville s’est dotée d’un habitat public qui répondait à la forte demande de ces années de « baby boom ». La Galboisière est bâtie à proximité de la gare et surtout la Rabaterie est construite entre 1967 et 1985 au nord de la commune, et classée quartier prioritaire. Près de 44 % du parc immobilier de la commune sont des logements publics et 60 % d'entre-eux sont situés dans le quartier de La Rabaterie, l'un des plus grands quartiers de grands ensembles de la métropole de Tours.

## Politique et administration

### Tendances politiques et résultats
Comme en témoignent les résultats d'élections publiés sur le site du ministère de l'Intérieur, l'électorat de Saint-Pierre-des-Corps, lors des consultations au suffrage universel direct qui se sont déroulées entre 2002 et 2016, avait apporté sa préférence à une liste ou un candidat présentés par la gauche.
| Scrutin             | Scrutin             | 1er tour | 1er tour | 1er tour | 1er tour | 1er tour | 1er tour | 1er tour | 1er tour | 1er tour | 1er tour | 1er tour | 1er tour | 2d tour | 2d tour | 2d tour | 2d tour | 2d tour | 2d tour |
| Scrutin             | Scrutin             | 1er      | 1er      | %        | 2e       | 2e       | %        | 3e       | 3e       | %        | 4e       | 4e       | %        | 1er     | 1er     | %       | 2e      | 2e      | %       |
| ------------------- | ------------------- | -------- | -------- | -------- | -------- | -------- | -------- | -------- | -------- | -------- | -------- | -------- | -------- | ------- | ------- | ------- | ------- | ------- | ------- |
| Présidentielle 2017 | Présidentielle 2017 |          | LFI      | 36,68    |          | EM       | 20,79    |          | RN       | 16,66    |          | PS       | 9,13     |         | EM      | 73,90   |         | RN      | 26,10   |
| Présidentielle 2022 | Présidentielle 2022 |          | LFI      | 39,12    |          | EM       | 21,12    |          | RN       | 16,76    |          | PCF      | 5,45     |         | EM      | 68,17   |         | RN      | 31,83   |
| Législatives 2022   | 3e                  |          | LFI      | 48,53    |          | ENS      | 18,15    |          | RN       | 15,49    |          | UDI      | 6,92     |         | LFI     | 67,43   |         | ENS     | 32,57   |
| Législatives 2024   | 3e                  |          | LFI      | 51,91    |          | LR-RN    | 18,67    |          | ENS      | 12,59    |          | DVD      | 10,55    |         | ENS     | 74,23   |         | LR-RN   | 25,77   |

#### Élection municipale précédente
Le nombre d'habitants au recensement de 2011 étant compris entre 10 000 et 19 999, le nombre de membres du conseil municipal pour l'élection de 2014 est de 33.
Lors des élections municipales de 2014, les 33 conseillers municipaux ont été élus à l'issue du second tour ; le taux de participation était de 68,86 %. Ont obtenu :
| Suffrages exprimés | Suffrages exprimés    | Suffrages exprimés | 5 195     |             | 33 sièges à pourvoir | 33 sièges à pourvoir |
| |                       |                    |           |             |                      |                      |
| Liste | Tête de liste         | Tendance politique | Suffrages | Pourcentage | Sièges acquis        | Var.                 |
| Un nouvel élan pour Saint-Pierre-des-Corps | Mickaël Lécuyer       | LUMP               | 1 139     | 21,92 %     | 4 / 33               | =                    |
| Liste Bourbon Patrick | Patrick Bourbon       | LEXG               | 424       | 8,16 %      | 1 / 33               | =                    |
| Liste pour l'abrogation de la réforme Peillon des « rythmes scolaires », liste de défense de l'école républicaine, des services publics et des communes | Yvan Moquette         | LEXG               | 168       | 3,23 %      | 0 / 33               | NL                   |
| Lutte ouvrière faire entendre le camp des travailleurs                                                                                                  | Michel Deguet         | LEXG               | 223       | 4,29 %      | 0 / 33               | =                    |
| Ensemble construisons l'avenir | Marie-France Beaufils | LFG                | 2 686     | 51,7 %      | 26 / 33              | - 1                  |
| Liste citoyens actifs et ouverts | Bernadette Moulin     | LVEC               | 555       | 10,68 %     | 2 / 33               | + 1                  |

La liste Ensemble construisons l'avenir obtient trois sièges au conseil communautaire de Tours Métropole Val de Loire.

### Liste des maires
Caractérisée par une forte population ouvrière et cheminote, la ville est un bastion historique du Parti communiste français. Depuis le congrès de Tours en 1920, la municipalité est gérée par des élus communistes et plus tard par des coalitions formées de communistes et de socialistes. Lors des élections de 2020, pour la première fois en un siècle, une liste de droite emporte la commune.
| Période            | Période      | Identité              | Étiquette | Qualité |
| ------------------ | ------------ | --------------------- | --------- | --- |
| 1er septembre 1944 | 1971         | Jean Bonnin           | PCF       | Cheminot, nommé dans la clandestinité par le comité de Libération                                                  |
| 19 mai 1971        | 1983         | Jacques Vigier        | PCF       | Ouvrier métallurgiste                                                                                              |
| 13 mars 1983       | juillet 2020 | Marie-France Beaufils | PCF       | Institutrice Conseillère générale de Saint-Pierre-des-Corps (1982 → 2001) Sénatrice d'Indre-et-Loire (2001 → 2017) |
| 3 juillet 2020     | 2024         | Emmanuel François     | DVD       | Médecin généraliste Démissionnaire                                                                                 |
| 18 septembre 2024  | En cours     | Olivier Conte         | DVD       | Expert automobile                                                                                                  |

### Politique environnementale
Dans son palmarès 2016, le Conseil National des Villes et Villages Fleuris de France a attribué trois fleurs à la commune au Concours des villes et villages fleuris.

## Population et société

### Démographie
Ses habitants sont appelés les Corpopétrussiens.
L'évolution du nombre d'habitants est connue à travers les recensements de la population effectués dans la commune depuis 1793. Pour les communes de plus de 10 000 habitants les recensements ont lieu chaque année à la suite d'une enquête par sondage auprès d'un échantillon d'adresses représentant 8 % de leurs logements, contrairement aux autres communes qui ont un recensement réel tous les cinq ans,.

En 2022, la commune comptait 15 698 habitants, en évolution de −1,06 % par rapport à 2016 (Indre-et-Loire : +1,67 %, France hors Mayotte : +2,11 %).
| 1793 | 1800 | 1806 | 1821 | 1831 | 1836 | 1841 | 1846  | 1851  |
| ---- | ---- | ---- | ---- | ---- | ---- | ---- | ----- | ----- |
| 633  | 724  | 678  | 745  | 824  | 991  | 965  | 1 060 | 1 289 |

| 1856  | 1861  | 1866  | 1872  | 1876  | 1881  | 1886  | 1891  | 1896  |
| ----- | ----- | ----- | ----- | ----- | ----- | ----- | ----- | ----- |
| 1 091 | 1 058 | 1 188 | 1 251 | 1 397 | 1 612 | 2 042 | 2 107 | 2 327 |

| 1901  | 1906  | 1911  | 1921  | 1926  | 1931  | 1936  | 1946  | 1954   |
| ----- | ----- | ----- | ----- | ----- | ----- | ----- | ----- | ------ |
| 2 757 | 3 066 | 4 093 | 5 062 | 6 655 | 7 444 | 8 187 | 7 413 | 10 656 |

| 1962   | 1968   | 1975   | 1982   | 1990   | 1999   | 2006   | 2011   | 2016   |
| ------ | ------ | ------ | ------ | ------ | ------ | ------ | ------ | ------ |
| 14 172 | 15 232 | 18 292 | 18 313 | 17 947 | 15 773 | 15 651 | 15 260 | 15 866 |

| 2021   | 2022   | - | - | - | - | - | - | - |
| ------ | ------ | - | - | - | - | - | - | - |
| 15 909 | 15 698 | - | - | - | - | - | - | - |

### Enseignement
Saint-Pierre-des-Corps se situe dans l'Académie d'Orléans-Tours (Zone B) et dans la circonscription de Saint-Pierre-des-Corps.
La commune compte de nombreux établissements scolaires.

#### Ecoles maternelles
- Ecole maternelle Henri Wallon
- Ecole maternelle Jacques Prévert
- Ecole maternelle Marceau-Courier
- Ecole maternelle Pierre Semard
- Ecole maternelle République
- Ecole maternelle Stalingrad

#### Ecoles élémentaires
- Ecole élémentaire Henri Wallon
- Ecole élémentaire Marceau-Courier
- Ecole élémentaire Sablons-Semard
- Ecole élémentaire République
- Ecole élémentaire Viala-Stalingrad

#### Ecole primaire
- Ecole primaire Joliot-Curie

#### Collèges

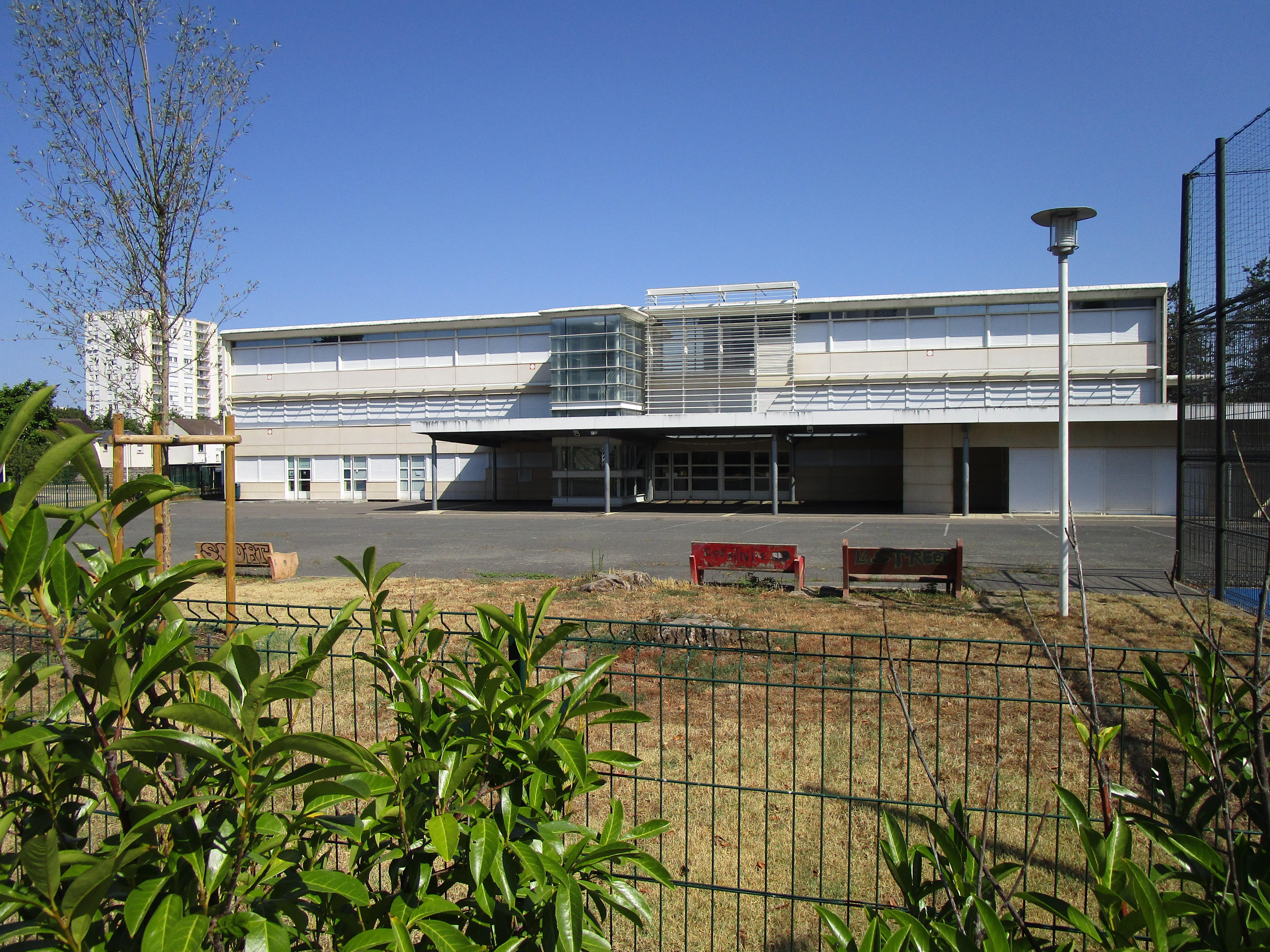
Le collège Jacques Decour, quartier de la Rabaterie.

- Collège Jacques Decour
- Collège Pablo Neruda
- Collège Stalingrad

#### Lycées
- Lycée professionnel Martin Nadaud
- Section d'enseignement général et technologique du LP Martin Nadaud

## Économie
Spécialisée dans la fabrication de meubles, l'usine D-F Simat (Doubinski Frères) emploie jusqu'à 812 personnes avant d'être rachetée par l'entreprise Clen.

## Culture locale et patrimoine

### Lieux et monuments

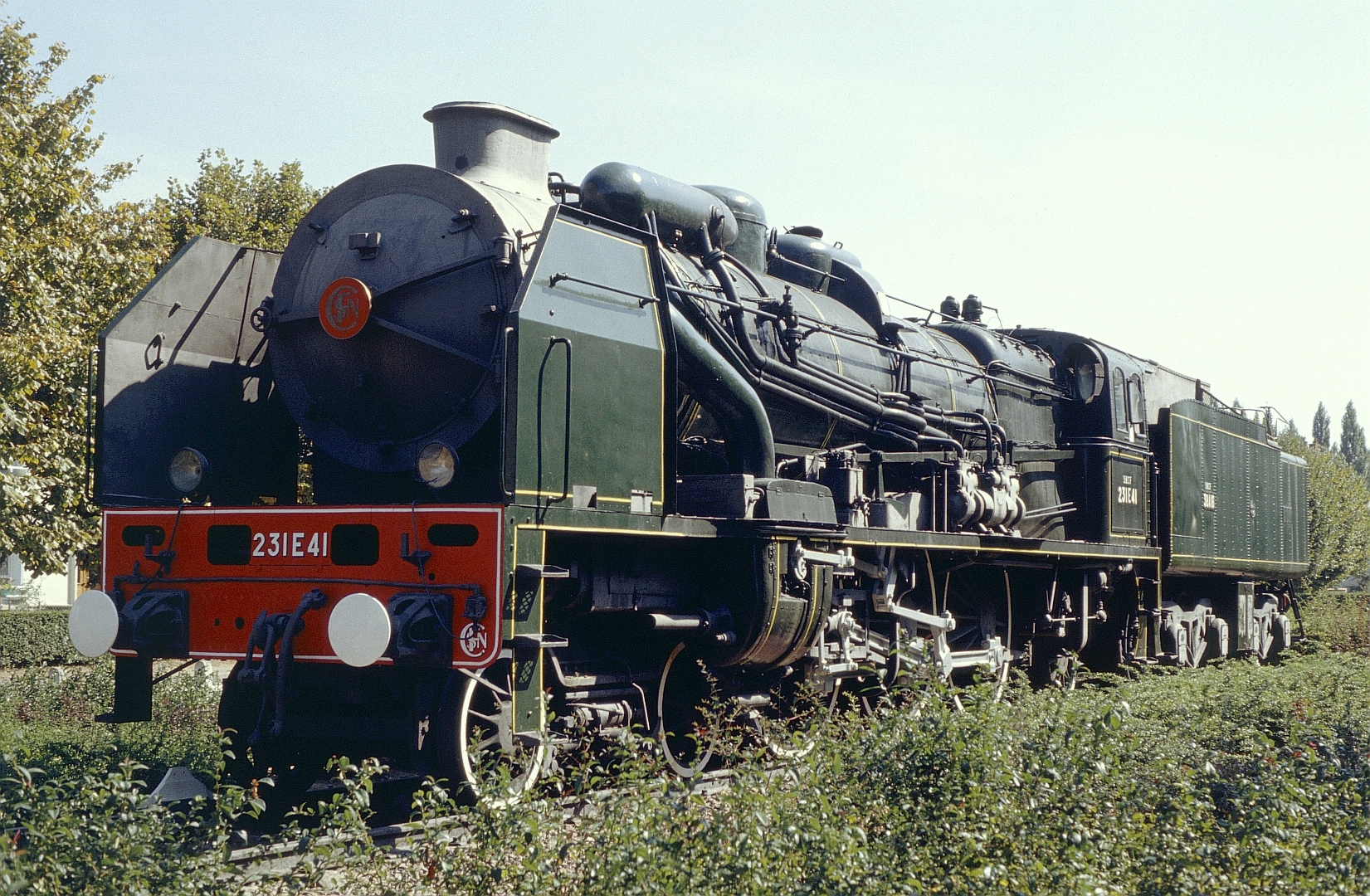
La Pacific 231 E 41 en 1982.

- La ville de Saint-Pierre a en grande partie été reconstruite après les bombardements de 1944. Elle n’en a pas moins gardé un patrimoine qui souligne son identité cheminote, notamment la locomotive Pacific 231 E 41. Exposée pendant 39 ans près de la gare et classée à l’Inventaire supplémentaire des Monuments historiques elle a été transférée en décembre 2013 dans un hangar des anciens magasins généraux de la SNCF en vue de sa restauration.

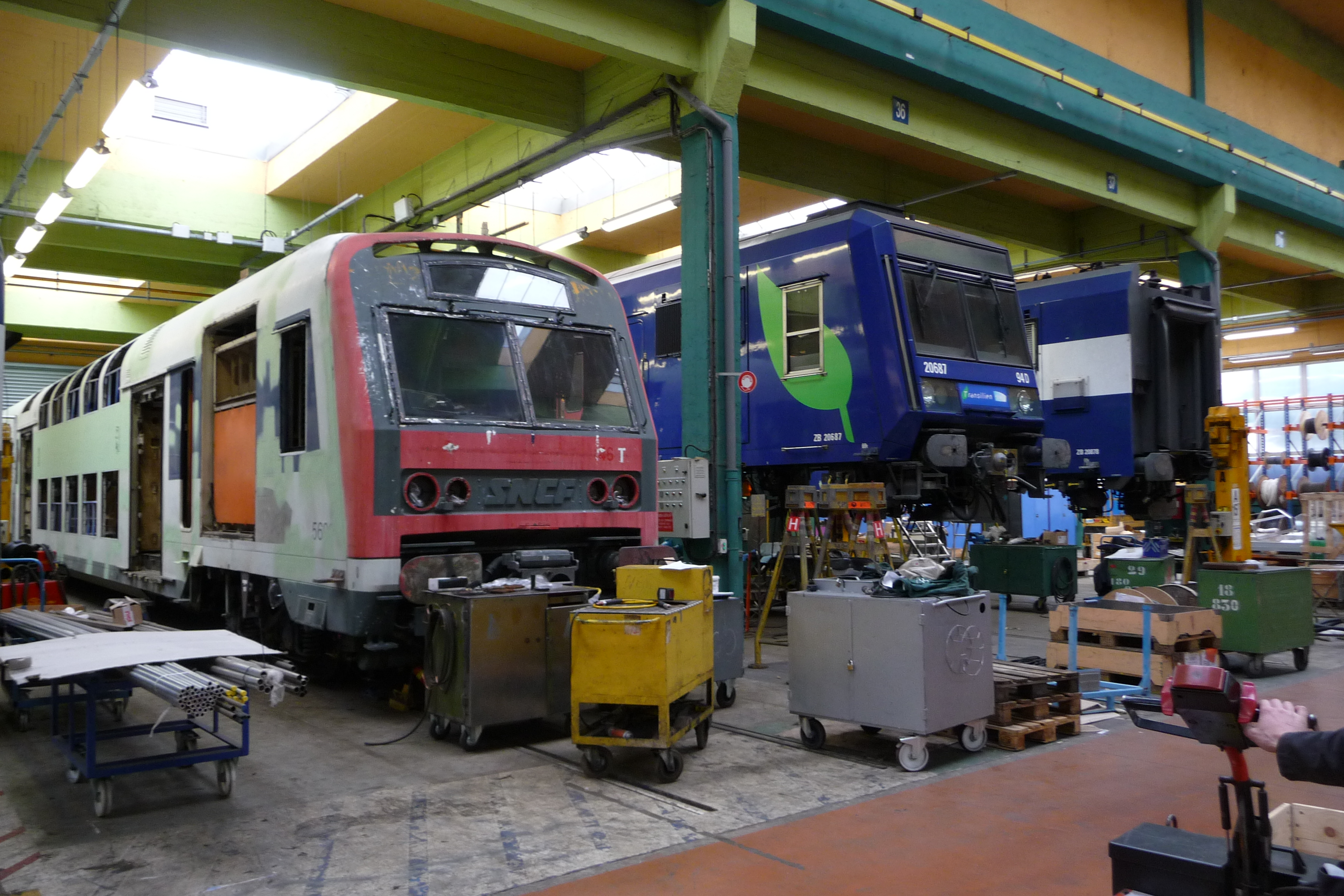
Des rames en cours de restauration au technicentre.

- Saint-Pierre-des-Corps possède un technicentre de la SNCF, notamment chargé de la maintenance des rames des lignes franciliennes du RER C et du RER D ; environ 1 100 salariés travaillent sur les 30 hectares du site[53],[54]. Créé en 1910, il appartient alors à la Compagnie du chemin de fer de Paris à Orléans avant de passer entre les mains de plusieurs entreprises privées, dont la dernière sera Cadoux. En 1987, le site revient sous le giron de la SNCF et ses salariés deviennent cheminots[55].
- Au Sud-Est de l'emprise ferroviaire apparaissent les anciens Magasins généraux, construits entre les deux guerres et reconstruits après les bombardements de la Seconde Guerre mondiale. L'ensemble architectural est aujourd'hui préservé et attend une nouvelle affectation.
- La commune possède un cheminement vert piétonnier, constitué de rottes, anciens chemins desservant les parcelles maraîchères. Enfin, le Bois de Plantes (ancien bras du Cher) et les bords de Loire (classés au patrimoine mondial de l’Unesco) constituent un lieu de promenade pour les habitants.

### Personnalités liées à la commune
- Marie-France Beaufils (1946-), maire (PCF) de Saint-Pierre-des- Corps (1983-2020) ;
- Jean-Marc Lelong (1949-2004), auteur de la bande dessinée Carmen Cru, né à Saint-Pierre-des-Corps ;
- Gérard Blanchard (1953-), auteur-compositeur-interprète (Rockamadour), originaire de Saint-Pierre-des-Corps ;
- Xavier Gravelaine (1968-), footballeur, champion de France 1994 (PSG), commence sa carrière au club de football de Saint-Pierre-des-Corps ;
- Franck Rabarivony (1970-), footballeur, ancien défenseur, vainqueur du Doublé Coupe-Championnat 1996 (AJ Auxerre), passe son enfance à Saint-Pierre-des-Corps ;
- Brahim (1972-), auteur-compositeur-interprète (reggae) né à Saint-Pierre-des-Corps ;
- Mikaël Silvestre (1977-), footballeur, vainqueur du Doublé Coupe-Championnat 1996 (AJ Auxerre), passe son enfance à Saint-Pierre-des-Corps où il commence sa carrière ;
- Cyril Lemoine (1983-), coureur cycliste, membre de l'équipe Skil-Shimano depuis 2009 puis Cofidis depuis 2014, passe son enfance à Saint-Pierre-des-Corps.
- Odette Jarassier-Boubou (1909-2012), résistante et déportée à Ravensbruck. A passé la majeure partie de sa vie à Saint-Pierre des Corps.

### Littérature
- Honoré de Balzac y situe un fait divers de son roman La Muse du département. Une femme habitant « le faubourg Saint-Pierre-des-Corps à Tours » égorge et saigne son mari en 1816. Elle sale ensuite le corps et pendant longtemps, tous les matins, elle en coupe un morceau pour aller le jeter dans la Loire[56].

### Héraldique
| Blason de Saint-Pierre-des-Corps | Les armes de Saint-Pierre-des-Corps se blasonnent ainsi : De gueules au brasier d'or à dextre, au marteau versé de sable* posé en barre contre une enclume d'argent à senestre, le tout surmonté des lettres S, P et C capitales du même entrelacées en pal, mantelé d'azur**, aux deux clefs d'or posées en chevron brochant sur le mantelé, leurs pannetons en pointe et liées par un anneau du même, au chef de gueules* chargé de quatre pals de sinople* et d'une étoile d'argent brochant en cœur,. |